# Kermen-Halbinsel
Die Kermen-Halbinsel (bulgarisch полуостров Кермен poluostrow Kermen) ist eine 1,5 km lange Halbinsel mit am südlichen Ende von Robert Island im Archipel der Südlichen Shetlandinseln. Sie liegt zwischen der Micalvi Cove im Nordwesten und der Bransfieldstraße im Südosten. Ihre südwestliche Hälfte ist im antarktischen Sommer unverschneit. 
Britische Wissenschaftler kartierten sie 1968. Die bulgarische Kommission für Antarktische Geographische Namen benannte sie 2006 nach der Stadt Kermen im Südwesten Bulgariens.